# Répertoire bibliographique universel
 (septembre 2012).
Si vous disposez d'ouvrages ou d'articles de référence ou si vous connaissez des sites web de qualité traitant du thème abordé ici, merci de compléter l'article en donnant les références utiles à sa vérifiabilité et en les liant à la section « Notes et références ».

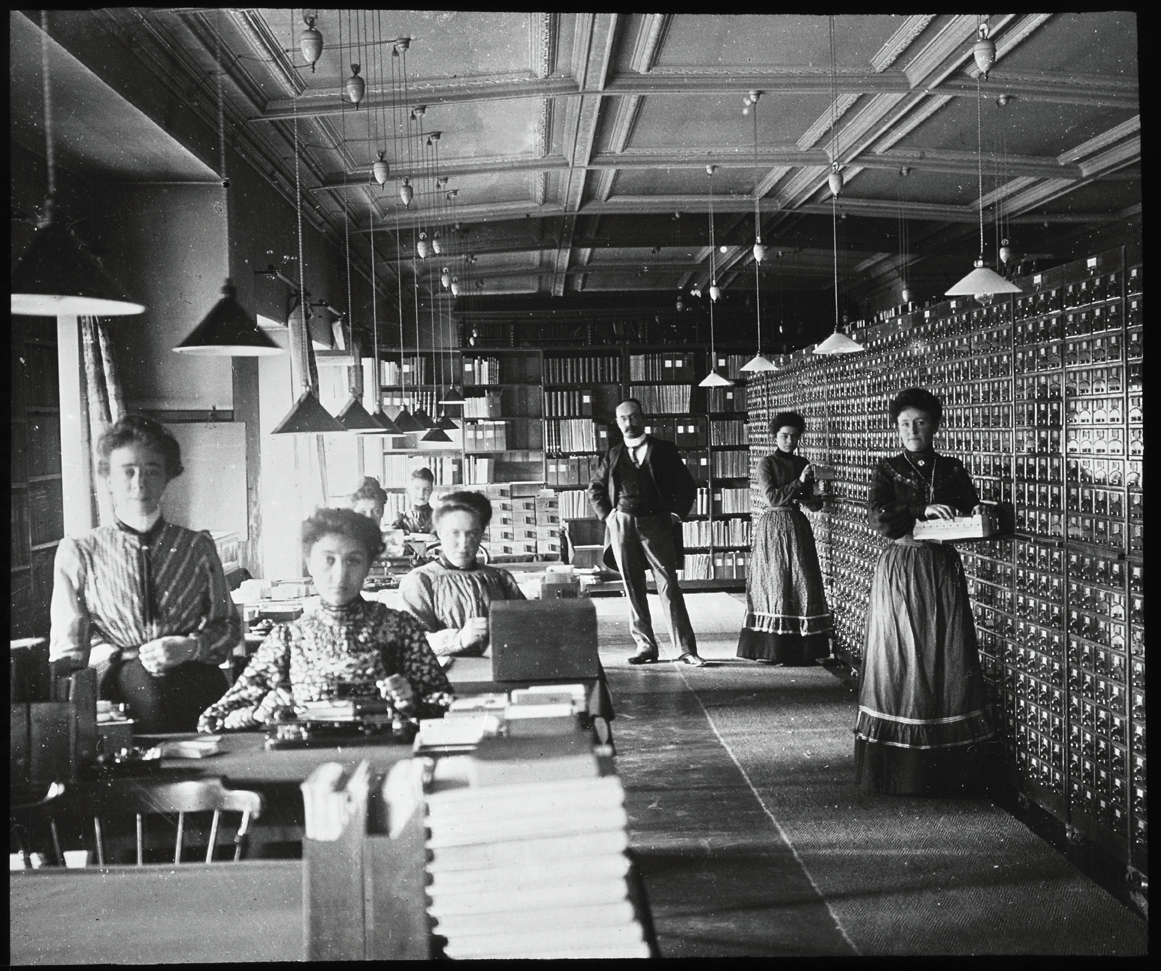
Le Répertoire Bibliographique Universel vers 1900

Le Répertoire Bibliographique Universel, souvent abrégé en RBU, est l'œuvre majeure de l'Institut International de Bibliographie. Depuis sa création en 1895, ce ne sont pas moins de 18 millions de fiches bibliographiques qui sont rédigées, classées selon la Classification Décimale Universelle et conservées dans les meubles fichiers dessinés par Paul Otlet et Henri La Fontaine.
Partie intégrante de la scénographie de l'actuel Mundaneum, une partie du Répertoire Bibliographique Universel orne les murs du bâtiment de style Art nouveau qui abrite désormais l'institution à Mons. Depuis 2013, le Répertoire Bibliographique Universel est inscrit au programme "Mémoire du Monde" de l'Unesco.

## Historique
C'est en travaillant à la rédaction d'une bibliographie sur le droit que Paul Otlet et Henri La Fontaine réfléchissent à l'amélioration de cet outil indispensable aux chercheurs. À l'époque, les recueils de notices bibliographiques sont des publications. Or, éditer un ouvrage est coûteux et surtout ne permet pas une mise à jour régulière. Par ailleurs, les bibliographies ne comportent que les références des ouvrages publiés dans un même pays. 
Pour résoudre ces problèmes, Otlet et La Fontaine vont proposer de constituer une bibliographie sur fiches et de mettre en place un réseau d'institutions à travers le monde, afin de réunir les catalogues des publications de chaque pays. Les deux hommes travaillent à la mise au point de leur projet entre 1893 et 1895. Le résultat de leurs recherches, tant sur le format de la fiche que sur une méthode de classification universelle, sera présenté à Bruxelles, en septembre 1895, lors de la Première Conférence Internationale de Bibliographie.
Devant des scientifiques venus du monde entier, Otlet et La Fontaine font la démonstration d'un Répertoire rédigé sur des fiches. Des fiches standardisées à la fois dans leur format : 12,5 cm sur 7,5 cm et dans leur rédaction : chaque élément de la référence bibliographique (titre, auteur, date, lieu d'édition) a une place déterminée sur la fiche. L'ensemble du répertoire est indexé selon la Classification Décimale Universelle.
À la suite de cette conférence, une institution voit le jour : l'Office International de Bibliographie, chargé de la constitution d'un Répertoire Bibliographique Universel réunissant toutes les publications du monde entier depuis l'invention de l'imprimerie. Au sein de l'OIB, une équipe, composée des membres du personnel et de bénévoles, s'organise pour l'élaboration du RBU. Chaque personne a une tâche bien définie : la rédaction des fiches, l'indexation selon la CDU, la vérification des fiches ou encore le classement dans les tiroirs.
De 1895 à 1934, ce ne sont pas moins de 18 millions de fiches qui seront classées dans ces meubles. Résultat du réseau de collaboration mis en place par l'institution. On retrouve dans le RBU, les catalogues de bibliothèques nationales ou universitaires du monde entier : le catalogue de la Library of Congress, celui de la Bibliothèque nationale de France ou encore de la Bibliothèque du Vatican.
Ce répertoire se voulant le plus exhaustif possible, il devait rendre compte de la production littéraire mondiale sans pour autant qu'une bibliothèque physique soit associée à ce répertoire. Sur chaque fiche, le lieu de conservation de l'ouvrage est mentionné à l'intention du chercheur désireux de consulter la publication.

## Description intellectuelle
Le Répertoire Bibliographique renseigne sur les publications de tous les temps, de tous les pays et relatives à toutes les matières, d’où son caractère universel, et ce quel que soit le lieu de conservation de ces publications. Le RBU répond à deux grandes questions : Quels sont les ouvrages écrits par tel auteur ? Et qu’a-t-on écrit sur tel sujet ?
Deux entrées sont donc possible dans ce RBU : par Thématique ou par Auteur. Le problème de l'internationalisation du classement thématique se pose rapidement, en effet, comment classer ces fiches pour qu’elles puissent être consultées quel que soit l’endroit du monde où l’on se trouve ?
La solution sera apportée par Melvil Dewey, bibliothécaire américain ayant déjà réfléchi au problème et qui a eu l’idée d’utiliser le langage des nombres et de faire correspondre un nombre à chaque thématique. L’ensemble des connaissances humaines pouvait dès lors être traduit dans un langage chiffré, compréhensible en quelque endroit de la planète.
Paul Otlet et Henri La Fontaine ont étudié la classification de Dewey et l’ont adaptée au RBU. Dix classes, de 0 à 9, composent la première strate de la Classification Décimale Universelle, chaque classe pouvant ensuite être divisée par 10 pour préciser le sujet de l’ouvrage. Cet indice de la CDU est lui aussi inscrit sur la fiche bibliographique.
Il est possible d’accéder à une information de plusieurs façons car le Répertoire Bibliographique universel est constitué de plusieurs répertoires particuliers qui répondent chacun à une question précise:
- répertoire par auteur ou Onomastique (identifié par la lettre N) permettant de retrouver l'ensemble des publications d'un auteur;
- répertoire par matières ou A, qui renseigne sur les publications traitant d’un sujet particulier;
- répertoire des titres de périodiques (NR);
- répertoire des Titres des livres (NT).

Il existe aussi un répertoire administratif (K), qui se révèle une source d’informations essentielle sur les activités de l’Institut International de Bibliographie. Certains éléments contenus dans ces tiroirs ne se retrouvent pas dans les archives.

## Description physique
Paul Otlet et Henri La Fontaine ne vont pas seulement classer la connaissance intellectuellement, ils vont également la classer physiquement et, pour cela, ils vont dessiner les meubles-fichiers réalisés par l’entreprise Daman & Washer.
La fiche bibliographique est perforée en bas afin d’être enfilée sur une tige métallique dans le tiroir, ce qui permet de consulter la fiche sans avoir à la retirer et sans risque de mélanger les fiches. Un bloc en bois mobile maintient les fiches serrées. Les meubles fichiers peuvent recevoir jusqu’à 72 tiroirs. Ils sont pourvus d’une tablette sur laquelle le tiroir peut être posé lors de la consultation. Les roulettes leur confèrent une mobilité qui permet de les agencer facilement et de s’adapter à la configuration des lieux.
Ce ne sont pas les seuls meubles qu’ils vont imaginer, au fur et à mesure du développement de leurs idées, les meubles évolueront également.
À l’époque de l’Office international de Bibliographie, le RBU pouvait être consulté sur place, ou faire l'objet d'une demande de recherche par courrier. Il était également possible d’obtenir une copie des fiches, voire des tiroirs entiers.
Les demandes n’émanaient pas seulement d’institutions spécialisées, il n’était pas rare que des particuliers s’adressent à l’Institut International de Bibliographie pour obtenir les renseignements leur permettant de classer leur bibliothèque privée selon la CDU.

## Évocation dans la littérature
Dans une nouvelle intitulée « La langue analytique de John Wilkins » (1942), qui propose une réflexion sur les écueils et difficultés des entreprises de classification, Jorge Luis Borges évoque de façon facétieuse l'entreprise du RBU, en mêlant selon son habitude réalité et fiction : 
« L'Institut bibliographique de Bruxelles pratique lui aussi le chaos : il a morcelé l'univers en mille subdivisions, le numéro 262 correspondant au pape ; le 282, à l'Église catholique romaine ; le 263, au jour du Seigneur ; le 268, aux écoles du dimanche ; le 298, au mormonisme, et le 294 au brahmanisme, au bouddhisme, au shintoïsme et au taoïsme. Il ne répugne pas aux subdivisions hétéroclites ; par exemple, le numéro 179 : « Cruauté avec les animaux. Protection des animaux. Le duel et le suicide du point de vue de la morale. Vices et défauts variés. Vertus et qualités variées. » ».